# Catharina van Buren

Familiewapen van Buren

Catharina van Buren overleden op 19 mei 1410. Zij was de dochter van Allard V van Buren en Elisabeth van Bronckhorst de dochter van Gijsbert V van Bronckhorst en Catharina van Leefdael.
Zij trouwde ca. 1370 met Frederik III van den Bergh heer van den Bergh en van den Bylandt, overleden op 3 oktober 1416. Hij was de zoon van Willem I van den Bergh (-1387) ridder, heer van Grebben en van den Bylandt (zoon van Frederik Bergh heer van den Bergh en Elisabth van Millen) en Sophia van Bylandt (-1381) vrouwe van Bylandt, Millingen en Pannerden (dochter van Johan Bylandt en Catharina van Zutphen).
- Sophia van den Bergh (circa 1370 - 27 mei 1422) erfdochter van den Bergh en Bylandt trouwde voor 1396 met Otto van der Leck (-voor 20 okt 1428) begraven te 's Heerenberg heer van Hedel en Almsteen, ridder 1396. Hij was de zoon van Jan II van Polanen heer van Polanen en van der Lecke en diens derde vrouw Margaretha van der Lippe (dochter van Otto van Lippe en Irmgard van der Mark)
- Johan van den Bergh (circa 1372 - circa 1476) heeft een bastaardkind

De Pancratiuskerk te 's-Heerenberg wordt na een belangrijke uitbreiding (van 1381 tot 1416) onder Frederik III van den Bergh tot parochiekerk van de stad 's-Heerenberg verheven.